# Võ Ngọc Thành
Võ Ngọc Thành (sinh năm 1963) là một chính khách Việt Nam. Ông từng là Ủy viên Ban Thường vụ Tỉnh ủy Gia Lai, nguyên là Phó Bí thư Tỉnh ủy, Chủ tịch Ủy ban nhân dân tỉnh Gia Lai khóa XI, nhiệm kỳ 2016–2021.

## Lý lịch và học vấn
Võ Ngọc Thành sinh ngày 8 tháng 11 năm 1963, quê quán xã Cát Chánh, huyện Phù Cát, tỉnh Bình Định;
Ngày vào Đảng Cộng sản Việt Nam: 18/5/1985;
Trình độ: Đại học Kinh tế chuyên ngành Kế hoạch nền Kinh tế quốc dân; Cao cấp Lý luận chính trị.

## Sự nghiệp
Trước khi được bầu làm chủ tịch Ủy ban nhân dân tỉnh Gia Lai, Võ Ngọc Thành từng trải qua các chức vụ như giám đốc Sở Tài chính tỉnh Gia Lai, Chủ tịch Ủy ban nhân dân thành phố Pleiku, Bí thư Thành ủy Pleiku, Phó Chủ tịch Ủy ban nhân dân tỉnh Gia Lai.
Giữa tháng 8/2015, ông Võ Ngọc Thành được bầu giữ chức Phó Bí thư Tỉnh ủy Gia Lai.
Sáng ngày 7/9/2015, tại kỳ họp bất thường Hội đồng nhân dân tỉnh Gia Lai khóa X, các đại biểu thống nhất bầu bổ sung ông Võ Ngọc Thành, Phó Chủ tịch UBND tỉnh Gia Lai - giữ chức Chủ tịch UBND tỉnh Gia Lai nhiệm kỳ 2011-2016, với 62/76 phiếu bầu đạt tỉ lệ 81,5%.
Sáng ngày 15/10/2015, Đại hội Đại biểu Đảng bộ tỉnh Gia Lai lần thứ XV đã bầu Võ Ngọc Thành tái đắc cử Phó Bí thư Tỉnh ủy Gia Lai khóa XV, nhiệm kỳ 2015-2020.
Ngày 28/6/2016, tại kỳ họp thứ nhất Hội đồng nhân dân tỉnh Gia Lai khóa XI đã bầu Võ Ngọc Thành tái đắc cử chức vụ Chủ tịch UBND tỉnh Gia Lai nhiệm kỳ 2016- 2021, với tỷ lệ 93.75% (75/80 phiếu).
Ngày 15/9/2022, Phó Thủ tướng Chính phủ Phạm Bình Minh thay mặt Thủ tướng Chính phủ Phạm Minh Chính cách chức Chủ tịch UBND tỉnh Gia Lai nhiệm kỳ 2021-2026 và xóa tư cách Chủ tịch tỉnh nhiệm kỳ 2016-2021 với ông Võ Ngọc Thành.

## Kỷ luật Đảng
Ngày 16/08/2022, tại trụ sở Trung ương Đảng, Tổng bí thư Nguyễn Phú Trọng chủ trì họp Ban Bí thư để xem xét, thi hành kỷ luật Ban cán sự đảng UBND tỉnh Gia Lai các nhiệm kỳ 2016 - 2021, 2021 - 2026 và ông Võ Ngọc Thành, Phó bí thư Tỉnh uỷ, Bí thư Ban cán sự đảng, Chủ tịch UBND tỉnh Gia Lai. Ông Võ Ngọc Thành bị cách chức phó bí thư Tỉnh ủy Gia Lai các nhiệm kỳ 2015 - 2020, 2020 - 2025 và bí thư Ban cán sự đảng UBND tỉnh Gia Lai các nhiệm kỳ 2016 - 2021, 2021 - 2026. 